# ファルチャーノ・デル・マッシコ
ファルチャーノ・デル・マッシコ（伊: Falciano del Massico）は、イタリア共和国カンパニア州カゼルタ県にある、人口約3,400人の基礎自治体（コムーネ）。

## 地理

### 位置・広がり

#### 隣接コムーネ
隣接するコムーネは以下の通り。
- カンチェッロ・エ・アルノーネ
- カリーノラ
- フランコリーゼ
- グラッツァニーゼ
- モンドラゴーネ
- セッサ・アウルンカ

### 気候分類・地震分類
ファルチャーノ・デル・マッシコにおけるイタリアの気候分類 (it) および度日は、zona C, 1182 GGである。
また、イタリアの地震リスク階級 (it) では、zona 2 (sismicità media) に分類される。